# Карим Абдул Џабар
Карим Абдул-Џабар (енгл. Kareem Abdul-Jabbar), рођен као Фердинанд Луис Алсиндор (енгл. Ferdinand Lewis Alcindor, Jr; Њујорк Сити, 16. април 1947) бивши је амерички професионални кошаркаш. Играо је на позицији центра.
Сматра се једним од најбољих НБА играча свих времена. Током 20 година у НБА 1969−1989, постигао је 38.387 поена - освојивши шест пута наслов најбољег играча лиге. Познат је по шуту назван "хорог" или небеска удица. Три пута је изабран за универзитетског играча године, шест пута изабран за МВП (најкориснији играч) те два пута изабран за МВП финалне серије. Фердинанд је, 1971, неколико година након прелаза у ислам, променио име у Карим Абдул-Џабар. У Кућу славних ФИБА је примљен 15. маја 1995. године.
Луис Алсиндор је играо у парохијској средњој школи Пауер Меморијал у Њујорку, где је довео свој тим до 71 узастопне победе. Регрутовао га је Џери Норман, помоћни тренер на Калифорнијском универзитету у Лос Анђелесу (UCLA), где је играо за тренера Џона Вудена у три узастопна освојена НЦАА шампионата. Рекордни је троструки МВП НЦАА турнира. Биран као први пик на НБА драфту 1969. године избором од стране Милвоки бакса, Алсиндар је провео првих шест сезона каријере у Милвокију. Након што је са 24 године водио Милвоки до њиховог првог НБА шампионата 1971. године, узео је муслиманско име Карим Абдул-Џабар. Користећи свој заштитни знак скајхук шут, успоставио се као један од најбољих стрелаца лиге. Године 1975. трејдован је у Лејкерсе, са којима је одиграо последњих 14 сезона у каријери у којима су освојили још пет НБА шампионата. Абдул-Џабаров допринос, заједно са Меџиком Џонсоном, био је кључна компонента у шоутајм ери кошарке Лејкерса. Током његове 20-годишње НБА каријере, његови тимови су 18 пута успели да уђу у плејоф и 14 пута прошли прво коло; његови тимови су у десет наврата стигли до финала НБА лиге.
У тренутку када се пензионисао са 42 године 1989. године, Абдул-Џабар је био водећи лидер НБА свих времена по поенима (38.387), одиграним утакмицама (1.560), минутама (57.446), постигнутим поенима из игре (15.837), покушајима из игре (28.307), блокадама (3.189), скоковима у одбрани (9.394), победама у каријери (1.074) и личним грешкама (4.657). И даље је лидер свих времена по минутама, постигнутим поенима из игре и покушајима из игре, док је други на листи по броју поена и трећи у скоковима и блокадама. ESPN га је прогласио најбољим центром свих времена 2007, најбољим играчем у историји колеџ кошарке 2008, и другим најбољим играчем у историји НБА (иза Мајкла Џордана) 2016. Абдул-Џабар је такође био глумац, кошаркашки тренер, аутор бестселера и мајстор борилачких вештина, пошто је тренирао Џит Кун До под Брус Лијем и појавио се у његовом филму Игра смрти (1972). Године 2012, Абдул-Џабара је одабрала државна секретарка Хилари Клинтон за америчког глобалног културног амбасадора. Председник Барак Обама га је 2016. одликовао Председничком медаљом слободе.

## Детињство и младост
Алсиндор је одрастао у близини Менхетна, Њујорк. Мајка Кора Лилијан је била продавачица, а отац Фердинанд Луис Алсиндор, је био полицајац и џез музичар. Био је једино дете родитеља. У средњошколској каријери је постигао укупно 2067 поена.

## Приватни живот
Абдул-Џабар је ожењен Хабибом Абдул-Џабар (рођена као Џенис Браун) са којом има троје деце: кћерке Хабибу и Султану, и сина Карима Џуниора, који такође игра кошарку. Развели су се 1978. Има сина Амира са Шерил Пистоно. Његов други син, Адам се појавио у ТВ серији Пуна кућа заједно са оцем. Карим је раније био у вези и са глумицом Пем Грир.

## Успеси

### Клупски
- Милвоки бакси:
  - НБА (1): 1970/71.
- Лос Анђелес лејкерси:
  - НБА (5): 1979/80, 1981/82, 1984/85, 1986/87, 1987/88.

### Појединачни
- Најкориснији играч НБА (6): 1970/71, 1971/72, 1973/74, 1975/76, 1976/77, 1979/80.
- Најкориснији играч НБА финала (2): 1970/71, 1984/85.
- НБА Ол-стар меч (19): 1970, 1971, 1972, 1973, 1974, 1975, 1976, 1977, 1979, 1980, 1981, 1982, 1983, 1984, 1985, 1986, 1987, 1988, 1989.
- Идеални тим НБА — прва постава (10): 1970/71, 1971/72, 1972/73, 1973/74, 1975/76, 1976/77, 1979/80, 1980/81, 1983/84, 1985/86.
- Идеални тим НБА — друга постава (5): 1969/70, 1977/78, 1978/79, 1982/83, 1984/85.
- Идеални одбрамбени тим НБА — прва постава (5): 1973/74, 1974/75, 1978/79, 1979/80, 1980/81.
- Идеални одбрамбени тим НБА — друга постава (6): 1969/70, 1970/71, 1975/76, 1976/77, 1977/78, 1983/84.
- НБА новајлија године: 1969/70.
- Идеални тим новајлија НБА: 1969/70.

### Књиге
- Abdul-Jabbar, Kareem; Knobler, Peter (1983). Giant steps. New York: Bantam Books.
- Kareem, with Mignon McCarthy. Abdul-Jabbar, Kareem; McCarthy, Mignon (1990). Kareem. Random House. ISBN 978-0-394-55927-8.
- Abdul-Jabbar, Kareem; Knobler, Peter (1999). Selected from Giant Steps (Writers' Voices). Turtleback. ISBN 978-0-7857-9912-2.
- , with Alan Steinberg. Black Profiles in Courage: A Legacy of African-American Achievement. 1996. ISBN 978-0-688-13097-8.
- A Season on the Reservation: My Sojourn with the White Mountain Apaches, with Stephen Singular. Abdul-Jabbar, Kareem; Singular, Stephen (2000). A Season on the Reservation: My Soujourn with the White Mountain Apache. W. Morrow and Company. ISBN 978-0-688-17077-6.
- Brothers in Arms: The Epic Story of the 761st Tank Battalion, World War II's Forgotten Heroes with Anthony Walton. Abdul-Jabbar, Kareem; Walton, Anthony (2004). Brothers in Arms: The Epic Story of the 761st Tank Battalion, WWII's Forgotten Heroes. Crown. ISBN 978-0-7679-0913-6.
- On the Shoulders of Giants: My Journey Through the Harlem Renaissance with Raymond Obstfeld. Abdul-Jabbar, Kareem (2007). On the Shoulders of Giants: My Journey Through the Harlem Renaissance. Simon & Schuster. ISBN 978-1-4165-3488-4.
- What Color Is My World? The Lost History of African American Inventors with Raymond Obstfeld. Abdul-Jabbar, Kareem; Obstfeld, Raymond; Boos, Ben; Ford, A. G. (2012). What Color is My World?: The Lost History of African-American Inventors. Candlewick Press. ISBN 978-0-7636-4564-9.
- Streetball Crew Book One Sasquatch in the Paint with Raymond Obstfeld. Abdul-Jabbar, Kareem; Obstfeld, Raymond (2013). Streetball Crew Book One Sasquatch in the Paint. Disney-Hyperion. ISBN 978-1-4231-7870-5.
- Streetball Crew Book Two Stealing the Game with Raymond Obstfeld. Abdul-Jabbar, Kareem; Obstfeld, Raymond (2015). Streetball Crew Book Two Stealing the Game. Disney-Hyperion. ISBN 978-1423178712.
- with Anna Waterhouse (September 2015). Mycroft Holmes. ISBN 978-1-7832-9153-3.
- Writings on the Wall: Searching for a New Equality Beyond Black and White with Raymond Obstfeld. Abdul-Jabbar, Kareem; Obstfeld, Raymond (2016). Writings on the Wall: Searching for a New Equality Beyond Black and White. Time Incorporated Books. ISBN 978-1-6189-3171-9.
- Coach Wooden and Me: Our 50-Year Friendship On and Off the Court. 2017. ISBN 978-1538760468.
- Abdul-Jabbar, Kareem; Obstfeld, Raymond (2017). Becoming Kareem: Growing Up On and Off the Court. Little, Brown Books for Young Readers. ISBN 978-0316555388.
- Mycroft and Sherlock with Anna Waterhouse (October 9). Abdul-Jabbar, Kareem; Waterhouse, Anna (2018). Mycroft and Sherlock. Titan Books (US, CA). ISBN 978-1785659256.

### Аудио књига
- 8-CD Set Vol. 1–4, with Avery Brooks, Jesse L. Martin, Maya Angelou, Herbie Hancock, Billy Crystal, Charles Barkley, James Worthy, Julius Erving, Jerry West, Clyde Drexler, Bill Russell, Coach John Wooden, Stanley Crouch, Quincy Jones and other chart-topping musicians, as well as legendary actors and performers such as Samuel L. Jackson. On the Shoulders of Giants: An Audio Journey Through the Harlem Renaissance. 2008. ISBN 978-0-615-18301-5.

### Чланци
- Abdul-Jabbar, Kareem (20. 4. 2015). „Nothing less than an assassination”. United States. Crime. Time. св. 185 бр. 14 (South Pacific изд.). стр. 23.